# Ludwik III de Montpensier

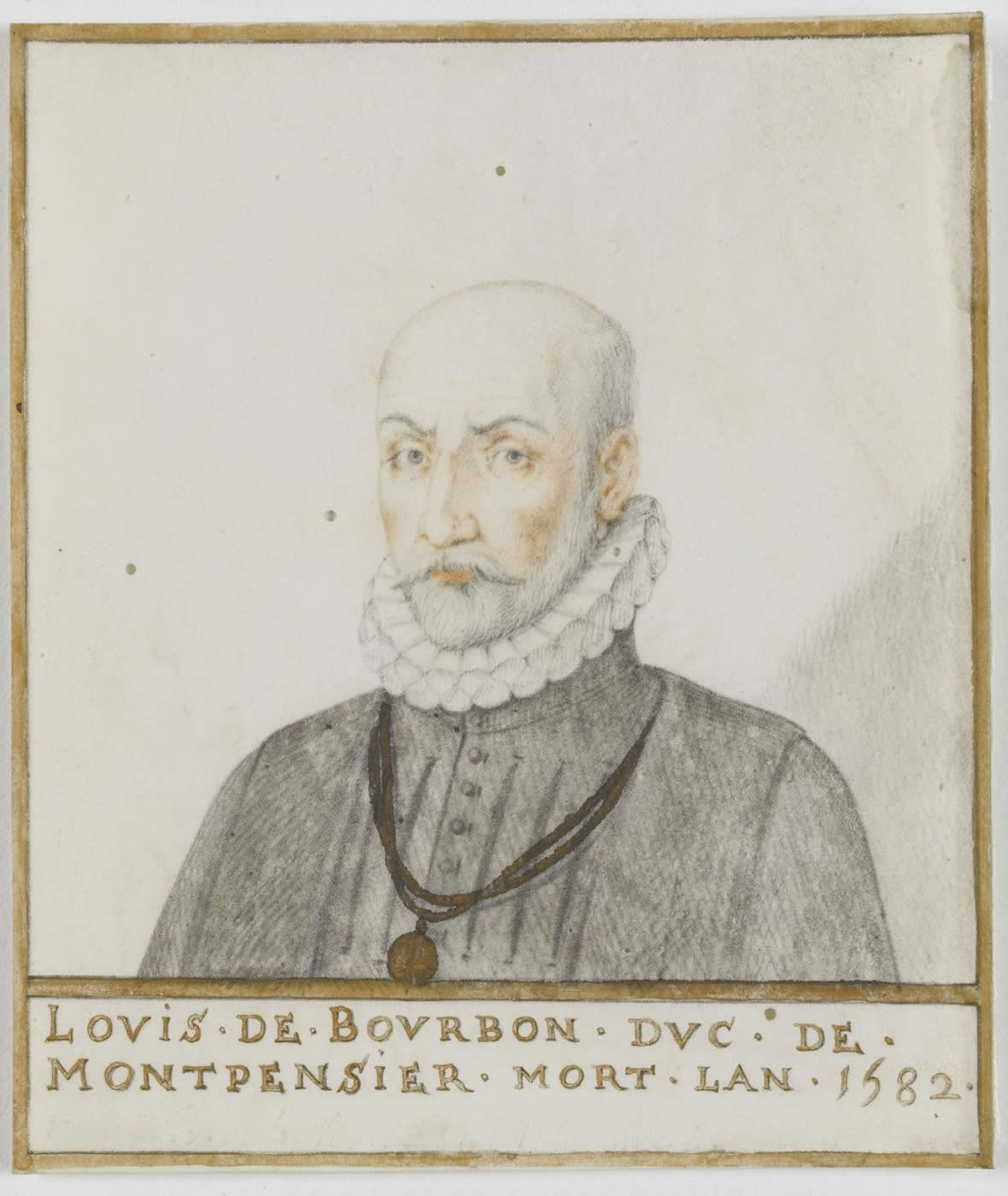
Ludwik III, książę de Montpensier

Ludwik III de Bourbon-Vendôme (ur. 10 czerwca 1513 w Moulins, zm. 23 września 1582 w Champigny-sur-Veude) – książę Montpensier, de la Roche-sur-Yon i de Dombes, delfin Owernii, hrabia Mortain.
Syn kuzynów – Ludwika I, księcia de La Roche-sur-Yon (syna Jana VII, księcia de Vendôme), i Ludwiki, księżnej Montpensier (córki Gilberta, hrabiego Montpensier).
Po śmierci ojca w 1520 r. odziedziczył tytuł księcia de Roche-sur-Yon. W 1529 r. został hrabią Mortain. W 1538 r., z okazji swojego ślubu, został przez króla Franciszka I mianowany hrabią de Forez, de Beaujeu i des Dombes. W 1543 r. został delfinem Owernii. Po śmierci matki w 1561 został księciem de Montpensier.
Brał udział w walkach przeciwko Karolowi V, cesarzowi rzymskiemu i królowi Hiszpanii. W 1536 r., służąc pod rozkazami księcia Anne de Montmorency, walczył w obronie Prowansji. W 1557 r., po przegranej bitwie pod Saint-Quentin, dostał się do hiszpańskiej niewoli.
Podczas wojen religijnych Ludwik zajmował chwiejne stanowisko. Namowy żony skłaniały go ku hugenotom, ale ostatecznie pozostał przy katolicyzmie. W 1562 r. został gubernatorem Turenii i Andegawenii z zadaniem rozprawienia się z protestantami. W 1563 r. odbił z rąk hugenotów Angoulême i Cognac. Uczestniczył w bitwie pod Jarnac w 1569 r. W 1570 r. został gubernatorem Bretanii. Brał udział w masakrze w nocy św. Bartłomieja. Później walczył z protestantami w Poitou. Zmarł w 1582 r.
W 1538 r. poślubił Jakobinę de Longwy (zm. 1561), córkę Jana IV de Longwy, barona de Pagny, i Joanny d’Angoulême, nieślubnej córki Karola de Valois, hrabiego d’Angoulême, siostry przyrodniej króla Franciszka I. Ludwik i Jakobina mieli razem syna i pięć córek:
- Franciszka (1539–1587), żona Henryka-Roberta de La Marc, księcia Sedanu
- Anna (1540–1572), żona Franciszka II, księcia de Nevers
- Joanna (1541 – 6 czerwca 1620), zakonnica w Jouarre
- Franciszek (1542 – 4 czerwca 1592), książę de Montpensier
- Charlotta (1547 – 6 maja 1582), żona Wilhelma I Milczka, księcia Oranii i stadhoudera Republiki Zjednoczonych Prowincji
- Ludwika (1548 – 9 lutego 1586), zakonnica w Faremoutier

4 lutego 1570 r. poślubił Katarzynę de Guise (18 lipca 1552 – 6 maja 1596), córkę Franciszka, księcia de Guise, i Anny, córki Ercole II d’Este, księcia Modeny. Małżonkowie nie mieli razem dzieci.